# Filipe Lombá
Filipe Lombá (nascido em 14 de novembro de 1959) é um velocista português. Ele competiu nos 400 metros masculinos nos Jogos Olímpicos de Verão de 1988.